# Skálholt

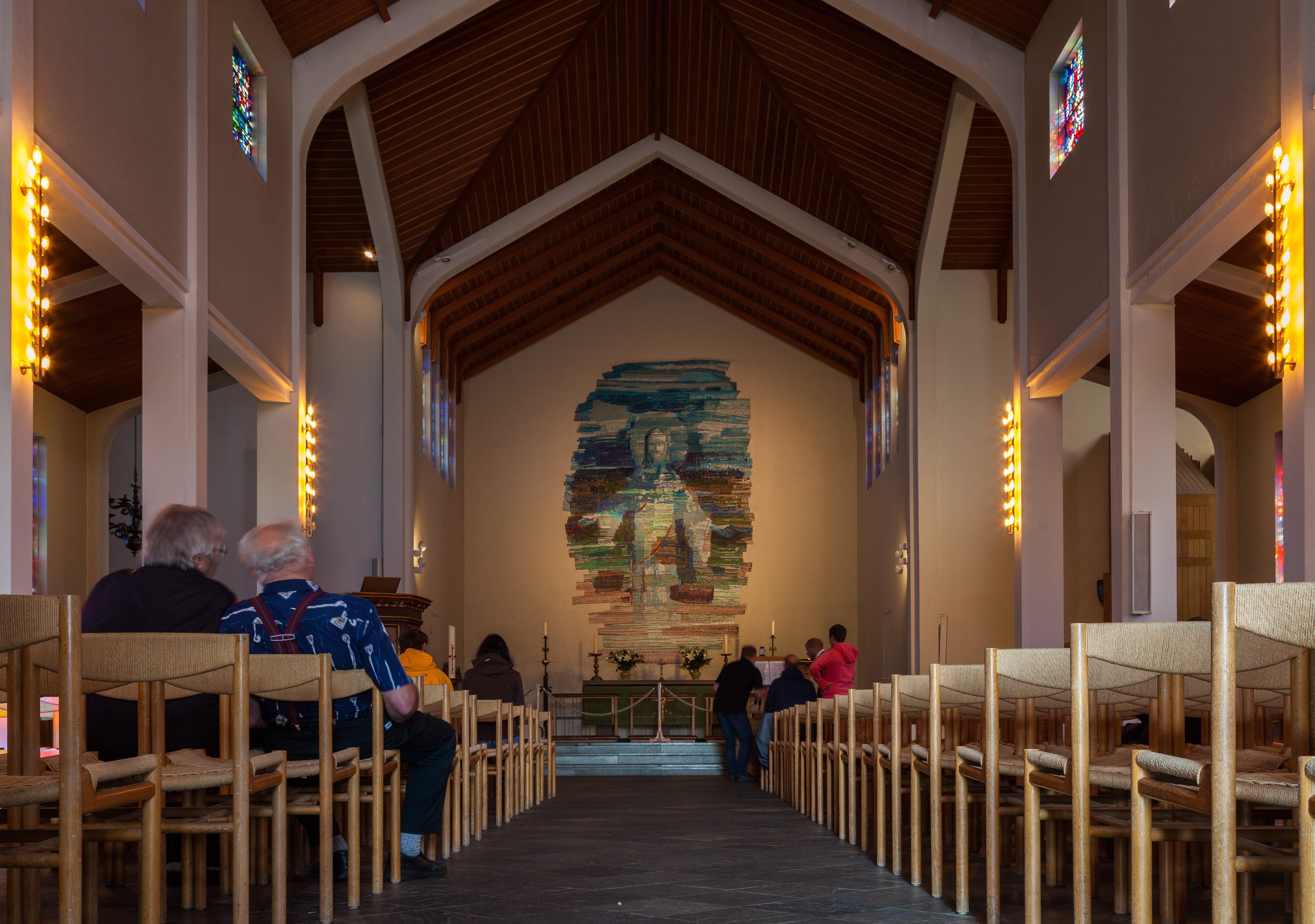
Katedra

Skálholt (staronord. Skálaholt) – miejscowość w południowej Islandii położona nad rzeką Hvítá, w pobliżu miejscowości Laugarás. Wchodzi w skład gminy Bláskógabyggð, w regionie Suðurland.
Skálholt to osada o dużym znaczeniu historycznym. Była siedzibą pierwszego biskupstwa na Islandii od połowy XI wieku do końca XVIII wieku. Obecnie Skálholt jest niewielką wsią, znajduje się tutaj zaledwie kilka domów. Nad osadą dominuje dużych rozmiarów kościół (zwany Núverandi Dómkirkja, czyli „współczesną katedrą”) zbudowany w latach 1956–1963. Jest to dziesiąta świątynia zbudowana na tym miejscu. Pierwsza powstała już prawdopodobnie w 1000.

## Historia
Skálholt przez blisko osiem wieków było jednym z najważniejszych miejsc na Islandii. Od 1056 do 1785 roku znajdowała się tutaj jedna z dwóch siedzib biskupa (druga od 1106 roku znajdowała się w Hólarze). Pierwszym biskupem był Ísleifur Gissurarson, uznany przez Kościół katolicki za świętego. Pod koniec XVIII wieku, oba biskupstwa zostały rozwiązane, a biskup Islandii przeniósł się do stolicy kraju Reykjavíku. Przez wieki Skálholt było również znaczącym ośrodkiem politycznym (porównywalnym z Þingvellir) i kulturalnym (w 1056 roku powstała tutaj pierwsza na Islandii szkoła Skálholtsskóli, kształcąca duchowieństwo).
W okresie średniowiecza poza siedzibą biskupa, katedrą i szkołą w Skálholt funkcjonowały również obszerne gospodarstwa rolne, kuźnia oraz klasztor. Wzniesiono też pokaźne domy studenckie, kwatery dla nauczycieli oraz innych pracowników. Adam z Bremy, opisując około 1075 roku Skálholt (Scaldholz) przedstawił je jako „największe miasto” Islandii. Do 1540 roku rezydowali w nim biskupi katoliccy, a po reformacji do 1796 roku – biskupi protestanccy. W Skálholcie w 1550 roku został stracony ostatni katolicki biskup Islandii, biskup Hólaru Jón Arason.
Obecnie Skálholt jest niewielką miejscowością, do której każdego roku przyjeżdżają goście, chcący wziąć udział w różnych wydarzeniach kulturalnych. Głównym z nich jest lipcowy cykl letnich koncertów, podczas którego występują wybitni muzycy klasyczni, chóry i inni zaproszeni wykonawcy.

## Mapa ze Skálholt

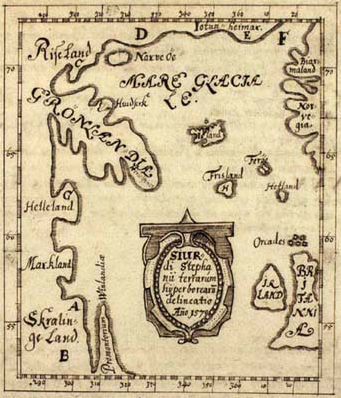
Mapa ze Skálholt

Pod koniec XVI wieku młody nauczyciel ze Skálholt, Sigurd Stefánsson opierając się na dostępnych materiałach podjął się próby stworzenia mapy odkryć dokonanych przez wikingów na zachodnim wybrzeżu Atlantyku. Stefánsson był wnukiem jednego z biskupów Skálholt. Po studiach na Uniwersytecie Kopenhaskim został nauczycielem w byłym klasztorze w Skálholt, który pozostał religijnym i edukacyjnym centrum, już po wprowadzeniu przez Islandię w 1551 roku protestantyzmu.
Oryginalna mapa została sporządzona w 1570 roku, jednak nie przetrwała zbyt długo. W 1690 roku biskup Thordur Thorlaksson sporządził jej kopię, która obecnie znajduje się Duńskiej Królewskiej Bibliotece. Inne liczne kopie wykonali też skandynawscy uczeni. Mapa pokazuje położenie m.in. Wysp Brytyjskich, Irlandii, części Norwegii oraz Islandii, Grenlandii, Hallulandu, Marklandu i Winlandii, która znajduje się na tej samej szerokości geograficznej (51° N), co południowy kraniec Irlandii. Okazało się, że zaznaczony przez Stefánssona fragment Winlandii to północny cypel Nowej Fundlandii, gdzie w 1960 roku odnaleziono pozostałości wikińskiej osady L’Anse aux Meadows (51°N).